# Ásgeir Ásgeirsson

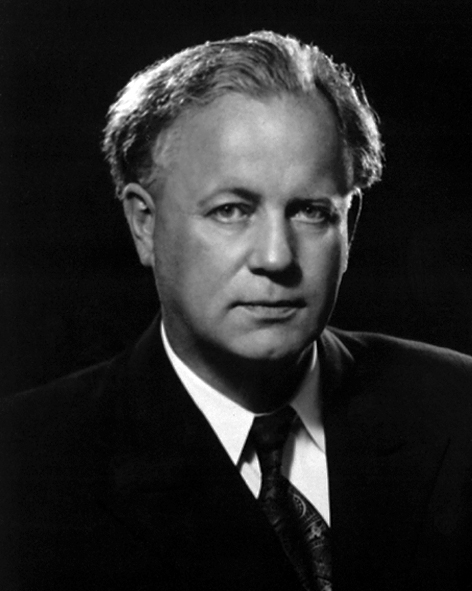
Ásgeir Ásgeirsson

Ásgeir Ásgeirsson [ˈausceir̥ ˈausceir̥sɔn] (* 13. Mai 1894 in Kóranes, Island; † 15. September 1972 in Reykjavík) war ein isländischer Politiker und der erste vom Volk gewählte Staatspräsident des Landes.

## Leben
Ásgeir erlangte 1912 an der Menntaskólinn í Reykjavík seine Hochschulzugangsberechtigung (isl. stúdentspróf). Er studierte an der Universität Island Theologie.
Von 1923 bis 1952 war er Abgeordneter im Althing, dem isländischen Parlament. Er war Mitglied der Fortschrittspartei (Framsóknarflokkurinn) bis 1934, unabhängig 1934–1937 und vertrat danach die Sozialdemokraten (Alþýðuflokkurinn). In den 1930er Jahren (3. Juni 1932 – 29. Juli 1934) war er Ministerpräsident des Königreichs Island.
Von 1938 bis zu seiner Wahl zum Staatspräsidenten war er Direktor der Útvegsbanki Íslands.
Nach dem überraschenden Tod von Sveinn Björnsson wurde Ásgeir 1952 zum zweiten Staatspräsidenten der 1944 unabhängig gewordenen Republik Island gewählt. Das Amt hatte er bis 1968 inne. Bei seinen Wiederwahlen 1956, 1960 und 1964 gab es keine Gegenkandidaten.
Seine Eltern waren der Kaufmann Ásgeir Eyþórsson und Jensína Björg Matthíasdóttir. Er war mit Dóra Þórhallsdóttir verheiratet, der Tochter von Bischof Þórhall Bjarnason.

## Auszeichnungen (Auswahl)
- 1952: Falkenorden
- 1954: Elefanten-Orden
- 1954: Collane des Finnischen Ordens der Weißen Rose
- 1955: Sonderstufe des Großkreuzes des Verdienstordens der Bundesrepublik Deutschland